# Điện thoại thông minh

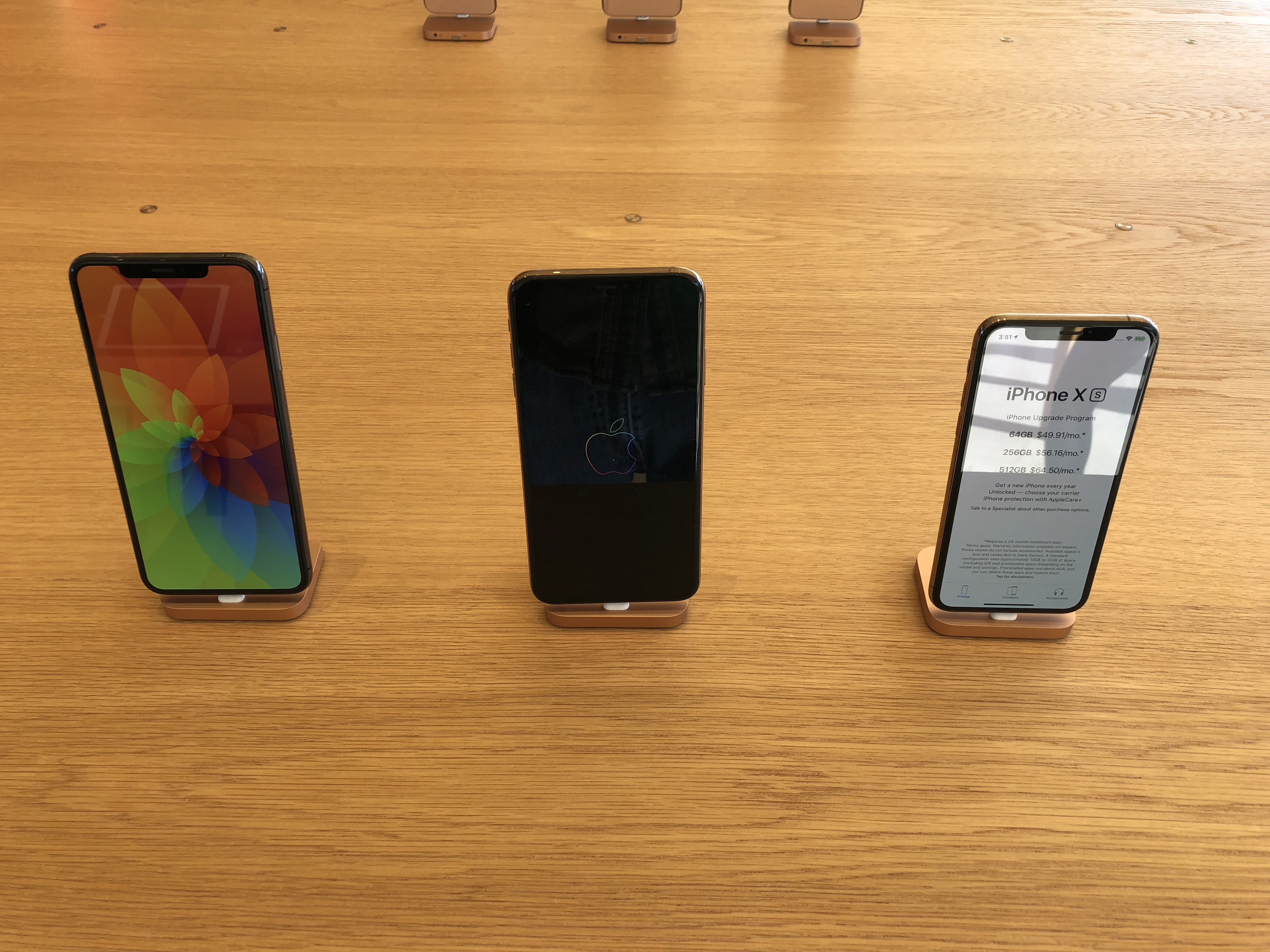
iPhone XS Max, iPhone XR và XS (từ trái qua phải) của Apple ra mắt ngày 12 tháng 9 năm 2018.

Điện thoại thông minh hay smartphone là khái niệm để chỉ các loại thiết bị di động kết hợp điện thoại di động các chức năng điện toán di động vào một thiết bị. Chúng được phân biệt với điện thoại phổ thông bởi khả năng phần cứng mạnh hơn và hệ điều hành di động mở rộng, tạo điều kiện cho phần mềm rộng hơn, internet (bao gồm duyệt web qua băng thông rộng di động) và chức năng đa phương tiện (bao gồm âm nhạc, video, máy ảnh và chơi game), cùng với các chức năng chính của điện thoại như cuộc gọi thoại và nhắn tin văn bản. Điện thoại thông minh thường chứa một số chip IC kim loại-oxit-bán dẫn (MOS), bao gồm các cảm biến khác nhau có thể được tận dụng bởi phần mềm của chúng (chẳng hạn như từ kế, cảm biến tiệm cận, phong vũ biểu, con quay hồi chuyển hoặc gia tốc kế) và hỗ trợ giao thức truyền thông không dây (chẳng hạn như Bluetooth, Wi-Fi hoặc định vị vệ tinh).
Điện thoại thông minh ban đầu được tiếp thị chủ yếu hướng tới thị trường doanh nghiệp, cố gắng kết nối chức năng của thiết bị trợ lý kỹ thuật số cá nhân PDA độc lập với hỗ trợ điện thoại di động, nhưng bị hạn chế bởi hình thức cồng kềnh, thời lượng pin ngắn, mạng di động tương tự chậm và sự non nớt của các dịch vụ dữ liệu không dây. Những vấn đề này cuối cùng đã được giải quyết với việc thu nhỏ theo cấp số nhân và thu nhỏ bóng bán dẫn MOS xuống mức dưới micromet (định luật Moore), pin lithium-ion được cải tiến, mạng dữ liệu di động kỹ thuật số nhanh hơn (định luật Edholm) và các nền tảng phần mềm hoàn thiện hơn cho phép di động hệ sinh thái thiết bị để phát triển độc lập với các nhà cung cấp dữ liệu.
Vào những năm 2000, nền tảng i-mode của NTT DoCoMo, BlackBerry, nền tảng Symbian của Nokia, và Windows Mobile bắt đầu giành được sức hút trên thị trường, với các mẫu máy thường có bàn phím QWERTY hoặc đầu vào màn hình cảm ứng điện trở và nhấn mạnh khả năng truy cập để gửi email và internet không dây. Sau sự phổ biến ngày càng tăng của iPhone vào cuối những năm 2000, phần lớn smartphone có kiểu dáng mỏng, dạng thanh, với màn hình điện dung lớn, hỗ trợ các cử chỉ đa chạm thay vì bàn phím vật lý và cho phép người dùng tải xuống hoặc mua các ứng dụng bổ sung từ cửa hàng tập trung và sử dụng lưu trữ và đồng bộ hóa đám mây, trợ lý ảo cũng như các dịch vụ thanh toán di động. Smartphone đã thay thế phần lớn PDA và PC cầm tay.

Cải tiến phần cứng và giao tiếp không dây nhanh hơn (do các tiêu chuẩn như LTE) đã thúc đẩy sự phát triển của ngành công nghiệp smartphone. Trong quý 3 năm 2012, một tỷ smartphone đã được sử dụng trên toàn thế giới. Doanh số bán smartphone toàn cầu đã vượt qua con số doanh số của điện thoại phổ thông vào đầu năm 2013.

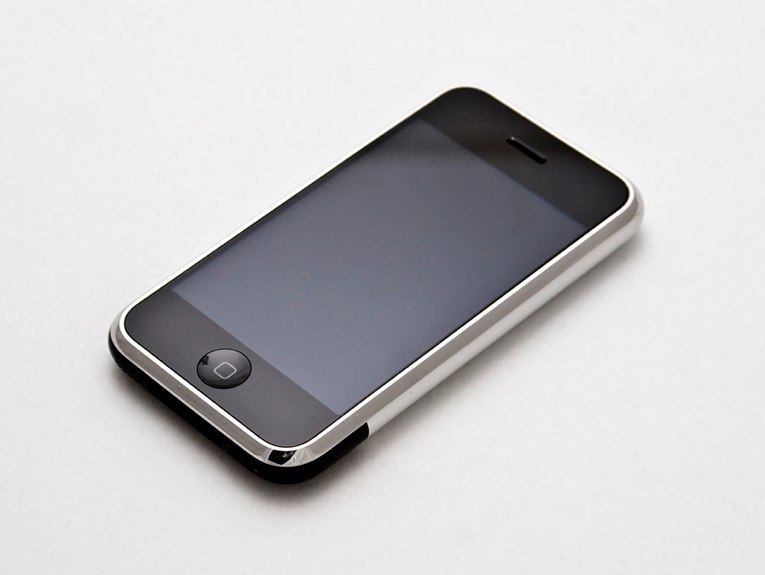
Chiếc iPhone đầu tiên ra mắt năm 2007 - chiếc điện thoại định hình thế giới smartphone hiện đại

Những điện thoại thông minh phổ biến nhất hiện nay dựa trên nền tảng của 2 hệ điều hành thành công nhất là Android của Google và iOS của Apple.

## Lịch sử
Điện thoại thông minh đời đầu chủ yếu được tiếp thị cho thị trường doanh nghiệp, nhằm kết hợp chức năng của các thiết bị PDA độc lập với khả năng hỗ trợ điện thoại di động, nhưng bị hạn chế bởi thiết kế cồng kềnh, thời lượng pin ngắn, mạng di động analog chậm và sự non nớt của các dịch vụ dữ liệu không dây. Những vấn đề này cuối cùng đã được giải quyết với sự phát triển theo cấp số nhân và thu nhỏ của bóng bán dẫn MOS xuống cấp độ sub-micron (luật Moore), việc cải thiện pin lithium-ion, mạng dữ liệu di động kỹ thuật số nhanh hơn (luật Edholm) và nền tảng phần mềm trưởng thành hơn cho phép hệ sinh thái thiết bị di động phát triển độc lập với nhà cung cấp dữ liệu.
Trong những năm 2000, nền tảng i-mode của NTT DoCoMo, BlackBerry, nền tảng Symbian của Nokia và Windows Mobile bắt đầu chiếm được thị phần, với các mẫu máy thường có bàn phím QWERTY hoặc màn hình cảm ứng điện trở và nhấn mạnh vào việc truy cập email push và internet không dây.

### Tiền thân

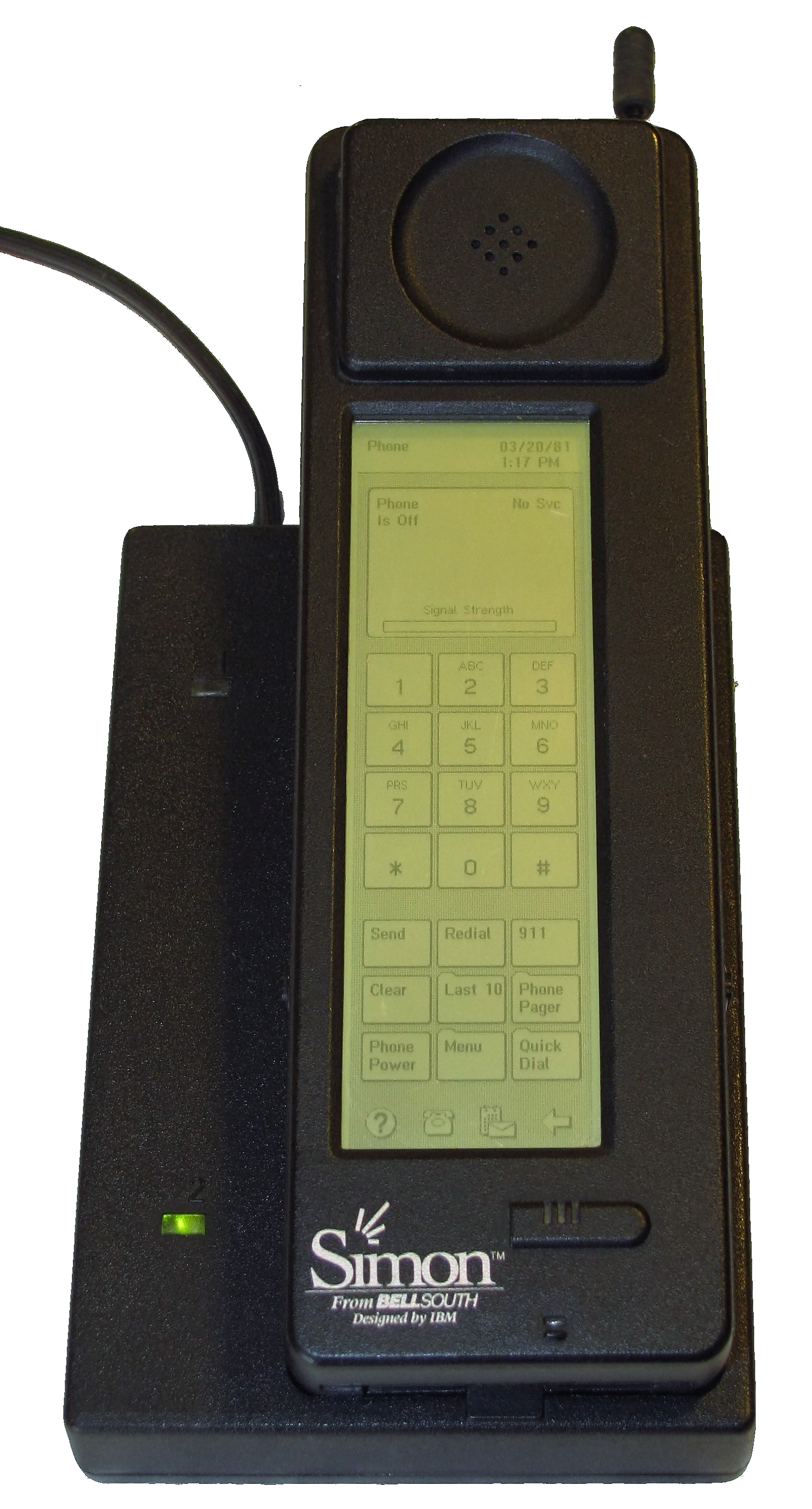
IBM Simon và đế sạc (1994)

Đầu những năm 1990, kỹ sư Frank Canova của IBM nhận ra rằng công nghệ chip và không dây đang trở nên đủ nhỏ để sử dụng trong các thiết bị cầm tay. Thiết bị thương mại đầu tiên có thể được gọi một cách chính xác là "điện thoại thông minh" bắt đầu với tư cách là một nguyên mẫu có tên "Angler" được phát triển bởi Canova vào năm 1992 khi đang làm việc tại IBM và được trình diễn vào tháng 11 năm đó tại triển lãm thương mại ngành máy tính COMDEX. Một phiên bản tinh chỉnh đã được đưa ra thị trường cho người tiêu dùng vào năm 1994 bởi BellSouth dưới tên gọi Simon Personal Communicator. Ngoài việc thực hiện và nhận các cuộc gọi di động, Simon được trang bị màn hình cảm ứng có thể gửi và nhận fax và email. Nó bao gồm sổ địa chỉ, lịch, lịch hẹn, máy tính, đồng hồ giờ thế giới và sổ ghi chép, cũng như các ứng dụng di động vision khác như bản đồ, báo cáo chứng khoán và tin tức.
IBM Simon được sản xuất bởi Mitsubishi Electric, công ty đã tích hợp các tính năng của Simon với công nghệ radio di động của riêng mình. Simon có màn hình tinh thể lỏng (LCD) và hỗ trợ thẻ PC. Simon không thành công về mặt thương mại, đặc biệt là do kiểu dáng cồng kềnh và thời lượng pin hạn chế, sử dụng pin NiCad thay vì pin nickel-kim loại hydride thường được sử dụng trong điện thoại di động vào những năm 1990 hoặc pin lithium-ion được sử dụng trong điện thoại thông minh hiện đại.
Thuật ngữ "điện thoại thông minh" không được đặt ra cho đến một năm sau khi Simon ra mắt, xuất hiện trong các ấn phẩm in từ năm 1995, mô tả thiết bị PhoneWriter Communicator của AT&T. Ericsson lần đầu tiên sử dụng thuật ngữ "smartphone" vào năm 1997 để mô tả một khái niệm thiết bị mới, GS88.

### Điện thoại thông minh đời đầu

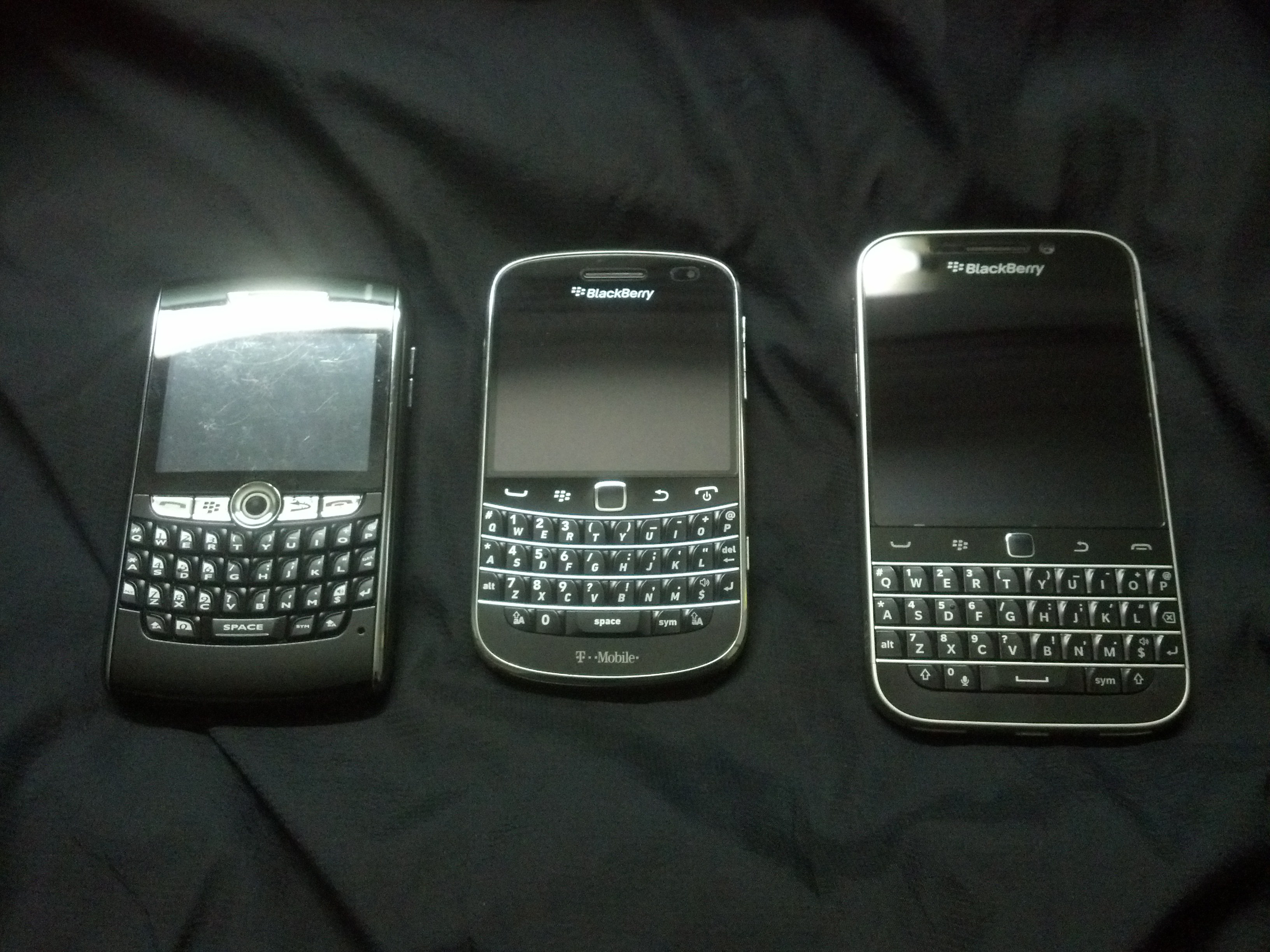
Một số điện thoại thông minh BlackBerry, vốn rất phổ biến vào giữa đến cuối những năm 2000

Cho đến khi Danger Hiptop được giới thiệu vào năm 2002, những chiếc điện thoại sử dụng kết nối dữ liệu hiệu quả vẫn còn hiếm bên ngoài Nhật Bản. Danger Hiptop đã thành công ở mức độ vừa phải với người tiêu dùng Hoa Kỳ với tên gọi T-Mobile Sidekick. Sau đó, vào giữa những năm 2000, người dùng doanh nghiệp ở Hoa Kỳ bắt đầu sử dụng các thiết bị dựa trên Windows Mobile của Microsoft và sau đó là điện thoại thông minh BlackBerry của Research In Motion. Người dùng Mỹ đã phổ biến thuật ngữ "CrackBerry" vào năm 2006 do tính chất gây nghiện của BlackBerry. Ở Hoa Kỳ, chi phí cao của các gói dữ liệu và sự khan hiếm tương đối của các thiết bị có khả năng Wi-Fi có thể tránh sử dụng mạng dữ liệu di động đã khiến việc áp dụng điện thoại thông minh chủ yếu dành cho các chuyên gia kinh doanh và "người dùng sớm".
Ngoài Hoa Kỳ và Nhật Bản, Nokia đã thành công với những chiếc điện thoại thông minh dựa trên Symbian, ban đầu được phát triển bởi Psion cho các thiết bị tổ chức cá nhân của họ, và Symbian là hệ điều hành điện thoại thông minh phổ biến nhất ở châu Âu vào giữa đến cuối những năm 2000. Ban đầu, điện thoại thông minh Symbian của Nokia tập trung vào doanh nghiệp với dòng Eseries, tương tự như các thiết bị Windows Mobile và BlackBerry tại thời điểm đó. Từ năm 2002 trở đi, Nokia bắt đầu sản xuất điện thoại thông minh dành cho người tiêu dùng, được phổ biến bởi dòng Nseries tập trung vào giải trí. Cho đến năm 2010, Symbian là hệ điều hành điện thoại thông minh được sử dụng rộng rãi nhất trên thế giới.
Bản chất của các hệ điều hành được điều chỉnh như Palm OS, các phiên bản "Pocket PC" của Windows Mobile sau này và giao diện UIQ được thiết kế ban đầu cho các PDA dựa trên bút cảm ứng trên các thiết bị Symbian OS đã khiến một số điện thoại thông minh đời đầu có giao diện dựa trên bút cảm ứng. Điều này cho phép sử dụng bàn phím ảo và/hoặc nhập liệu viết tay, do đó cũng cho phép nhập dễ dàng các ký tự Châu Á.
Đến giữa những năm 2000, phần lớn điện thoại thông minh đều có bàn phím QWERTY vật lý. Hầu hết sử dụng kiểu dáng "thanh bàn phím", giống như dòng BlackBerry, điện thoại thông minh Windows Mobile, Palm Treos và một số dòng Nokia Eseries. Một số mẫu khác đã ẩn bàn phím QWERTY vật lý đầy đủ của chúng trong kiểu dáng trượt, giống như dòng Danger Hiptop. Thậm chí một số mẫu chỉ có bàn phím số sử dụng nhập liệu văn bản T9, chẳng hạn như dòng Nokia Nseries và các mẫu khác trong dòng Nokia Eseries. Màn hình cảm ứng điện trở với giao diện dựa trên bút cảm ứng vẫn có thể được tìm thấy trên một số điện thoại thông minh, chẳng hạn như Palm Treos, đã bỏ nhập liệu viết tay sau một vài mẫu ban đầu có sẵn trong các phiên bản có Graffiti thay vì bàn phím.

### Những phát triển khác trong những năm 2010
Chiếc điện thoại thông minh đầu tiên có cảm biến vân tay là Motorola Atrix 4G vào năm 2011. Vào tháng 9 năm 2013, iPhone 5S được ra mắt với tư cách là chiếc điện thoại thông minh đầu tiên trên nhà mạng lớn của Mỹ kể từ Atrix có tính năng này. Một lần nữa, iPhone đã phổ biến khái niệm này. Một trong những rào cản của việc đọc vân tay đối với người tiêu dùng là những lo ngại về bảo mật, tuy nhiên Apple đã có thể giải quyết những lo ngại này bằng cách mã hóa dữ liệu vân tay này lên Bộ xử lý A7 nằm bên trong điện thoại cũng như đảm bảo rằng thông tin này không thể truy cập được bởi các ứng dụng của bên thứ ba và không được lưu trữ trong iCloud hoặc máy chủ của Apple.
Năm 2012, Samsung ra mắt Galaxy S3 (GT-i9300) với tính năng sạc không dây có thể lắp thêm, phát lại video bật lên, bộ xử lý lõi tứ biến thể 4G-LTE (GT-i9305).
Năm 2013, Fairphone ra mắt chiếc điện thoại thông minh "có đạo đức xã hội" đầu tiên tại London Design Festival để giải quyết những lo ngại về việc tìm nguồn vật liệu trong sản xuất tiếp theo là Shiftphone vào năm 2015. Vào cuối năm 2013, QSAlpha bắt đầu sản xuất một chiếc điện thoại thông minh được thiết kế hoàn toàn xung quanh bảo mật, mã hóa và bảo vệ danh tính.
Vào tháng 10 năm 2013, Motorola Mobility công bố Dự án Ara, một ý tưởng cho một nền tảng điện thoại thông minh mô-đun sẽ cho phép người dùng tùy chỉnh và nâng cấp điện thoại của họ bằng các mô-đun bổ sung được gắn từ tính vào khung. Ara được Google giữ lại sau khi bán Motorola Mobility cho Lenovo, nhưng đã bị gác lại vào năm 2016. Cùng năm đó, LG và Motorola đều ra mắt điện thoại thông minh có dạng mô-đun hạn chế cho các phụ kiện; LG G5 cho phép cài đặt các phụ kiện thông qua việc tháo ngăn chứa pin, trong khi Moto Z sử dụng các phụ kiện được gắn vào mặt sau của thiết bị một cách từ tính.
Microsoft, dựa trên khái niệm "Webtop" tồn tại trong thời gian ngắn của Motorola, đã công bố chức năng cho hệ điều hành Windows 10 dành cho điện thoại cho phép các thiết bị được hỗ trợ kết nối với màn hình, bàn phím và chuột để sử dụng như một máy tính để bàn.
Samsung và LG từng là những nhà sản xuất "cuối cùng đứng vững" cung cấp các thiết bị hàng đầu với pin có thể thay thế người dùng. Nhưng vào năm 2015, Samsung đã tuân theo xu hướng tối giản do Apple thiết lập, giới thiệu Galaxy S6 mà không có pin có thể thay thế người dùng. Ngoài ra, Samsung đã bị chỉ trích vì loại bỏ các tính năng lâu đời như MHL, MicroUSB 3.0, khả năng chống nước và hỗ trợ thẻ MicroSD, trong đó hai tính năng sau đã quay trở lại vào năm 2016 với Galaxy S7 và S7 Edge.
Tính đến năm 2015, tỷ lệ trung bình sở hữu điện thoại thông minh trên toàn cầu là 43%. Statista dự báo rằng sẽ có 2,87 tỷ người sở hữu điện thoại thông minh vào năm 2020. Cũng trong thập kỷ đó, việc triển khai nhanh chóng mạng di động LTE và tính sẵn sàng chung của điện thoại thông minh đã làm tăng mức độ phổ biến của các dịch vụ truyền hình trực tuyến và các ứng dụng TV di động tương ứng. Các công nghệ chính bắt đầu xu hướng vào năm 2016 bao gồm tập trung vào trải nghiệm thực tế ảo và thực tế tăng cường dành cho điện thoại thông minh, đầu nối USB-C mới được giới thiệu và cải thiện công nghệ LTE.

Năm 2016, độ phân giải màn hình có thể điều chỉnh được từ các hệ điều hành máy tính để bàn đã được giới thiệu trên điện thoại thông minh để tiết kiệm pin, trong khi tốc độ làm mới màn hình thay đổi trở nên phổ biến vào năm 2020. Năm 2018, những chiếc điện thoại thông minh đầu tiên có cảm biến vân tay được nhúng trong màn hình OLED đã được công bố, tiếp theo vào năm 2019 là một triển khai sử dụng cảm biến siêu âm trên Samsung Galaxy S10. Năm 2019, phần lớn điện thoại thông minh được phát hành đều có nhiều hơn một camera, chống nước với xếp hạng IP67 và IP68 và mở khóa bằng nhận dạng khuôn mặt hoặc máy quét vân tay.

Giao diện này của kính ngắm camera lần đầu tiên được Apple giới thiệu với iOS 7 vào năm 2013. Đến cuối những năm 2010, một số nhà cung cấp điện thoại thông minh khác đã loại bỏ giao diện của họ và triển khai các biến thể của giao diện này.

### Những phát triển khác trong những năm 2020
Năm 2020, những chiếc điện thoại thông minh đầu tiên có khả năng mạng 5G tốc độ cao đã được công bố.
Kể từ năm 2020, điện thoại thông minh ngày càng ít được bán kèm với các phụ kiện cơ bản như bộ đổi nguồn và tai nghe, vốn thường được bao gồm trong hộp đựng sản phẩm. Xu hướng này bắt đầu với iPhone 12 của Apple, sau đó là Galaxy S21 của Samsung và Mi 11 của Xiaomi, vài tháng sau khi họ chế giễu xu hướng này trong các quảng cáo của mình.

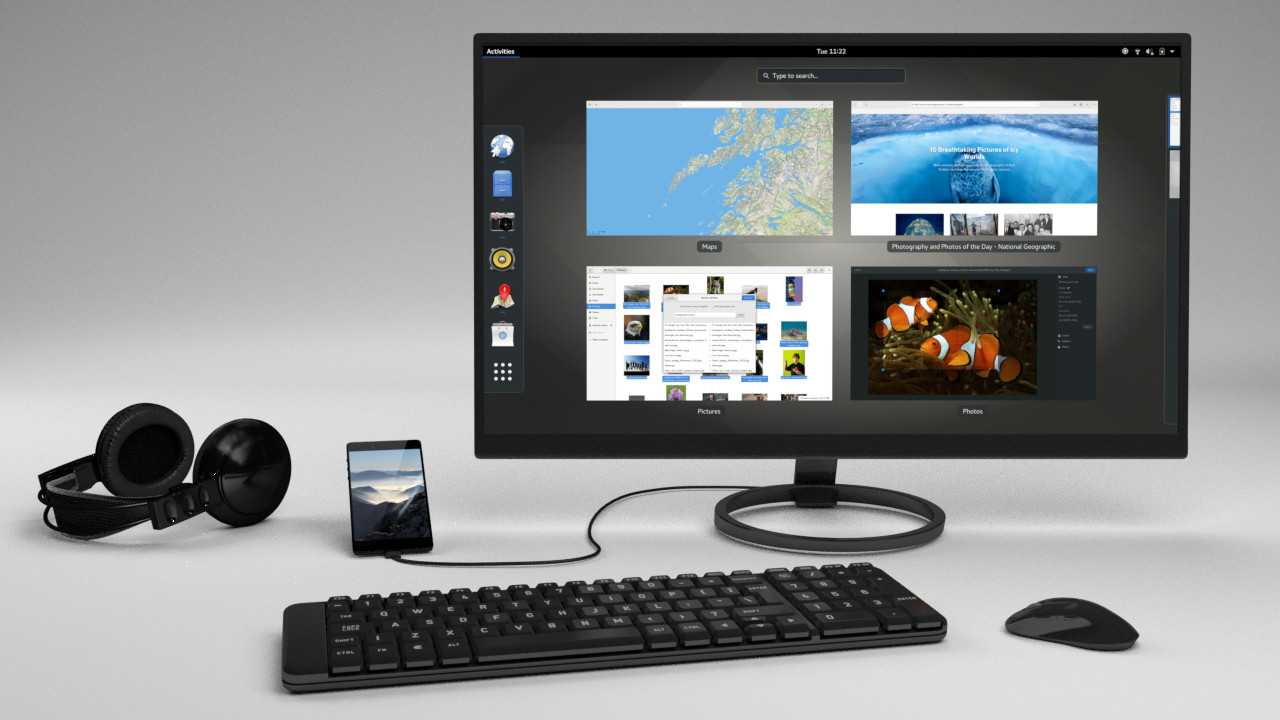
Tích hợp di động/máy tính để bàn: điện thoại thông minh Librem 5 có thể được sử dụng như một máy tính để bàn cơ bản.

Với sự phát triển của PinePhone và Librem 5 trong những năm 2020, đã có những nỗ lực mạnh mẽ để biến GNU/Linux nguồn mở cho điện thoại thông minh thành một lựa chọn thay thế chính cho iOS và Android. Hơn nữa, phần mềm liên quan cho phép hội tụ (vượt ra ngoài hội tụ và các ứng dụng lai) bằng cách cho phép sử dụng điện thoại thông minh như một máy tính để bàn khi được kết nối với bàn phím, chuột và màn hình.
Vào đầu những năm 2020, các nhà sản xuất bắt đầu tích hợp kết nối vệ tinh vào các thiết bị điện thoại thông minh để sử dụng ở những khu vực xa xôi, nơi không có sẵn cơ sở hạ tầng truyền thông mặt đất cục bộ, chẳng hạn như mạng điện thoại cố định và di động. Do hạn chế về ăng-ten trong các điện thoại thông thường, trong giai đoạn đầu triển khai, kết nối vệ tinh sẽ bị giới hạn ở các dịch vụ nhắn tin vệ tinh và dịch vụ khẩn cấp vệ tinh.

## Bán hàng
Kể từ năm 1996, số lượng điện thoại thông minh xuất xưởng đã có sự tăng trưởng tích cực. Vào tháng 11 năm 2011, 27% tổng số ảnh được tạo ra được chụp bằng điện thoại thông minh có camera. Vào tháng 9 năm 2012, một nghiên cứu kết luận rằng 4 trên 5 chủ sở hữu điện thoại thông minh sử dụng thiết bị để mua sắm trực tuyến. Doanh số bán hàng điện thoại thông minh toàn cầu đã vượt qua doanh số bán hàng của điện thoại tính năng vào đầu năm 2013. Lượng xuất xưởng điện thoại thông minh trên toàn thế giới đạt hơn 1 tỷ chiếc vào năm 2013, tăng 38% so với 725 triệu chiếc của năm 2012 và chiếm 55% thị phần điện thoại di động vào năm 2013, tăng từ 42% vào năm 2012. Năm 2013, doanh số bán hàng điện thoại thông minh bắt đầu giảm lần đầu tiên. Trong quý 1 năm 2016, lần đầu tiên lượng xuất xưởng giảm 3% so với cùng kỳ năm ngoái. Tình trạng này là do thị trường Trung Quốc đang trưởng thành. Một báo cáo của NPD cho thấy rằng ít hơn 10% công dân Mỹ đã chi 1.000 đô la trở lên cho điện thoại thông minh, vì chúng quá đắt đối với hầu hết mọi người, mà không đưa ra các tính năng đặc biệt sáng tạo, và trong bối cảnh Huawei, Oppo và Xiaomi giới thiệu các sản phẩm có bộ tính năng tương tự với giá thấp hơn. Năm 2019, doanh số bán hàng điện thoại thông minh giảm 3,2%, mức giảm lớn nhất trong lịch sử điện thoại thông minh, trong khi Trung Quốc và Ấn Độ được ghi nhận là đã thúc đẩy hầu hết doanh số bán hàng điện thoại thông minh trên toàn thế giới.  Dự đoán rằng việc áp dụng rộng rãi 5G sẽ giúp thúc đẩy doanh số bán hàng điện thoại thông minh mới.

### Theo nhà sản xuất
Năm 2011, Samsung có thị phần xuất xưởng cao nhất trên toàn thế giới, theo sau là Apple. Năm 2013, Samsung có thị phần 31,3%, tăng nhẹ so với 30,3% năm 2012, trong khi Apple có thị phần 15,3%, giảm so với 18,7% năm 2012. Huawei, LG và Lenovo đều có thị phần khoảng 5%, cải thiện đáng kể so với con số năm 2012, trong khi các hãng khác có thị phần khoảng 40%, tương đương với con số của năm trước. Chỉ có Apple mất thị phần, mặc dù lượng xuất xưởng của họ vẫn tăng 12,9%; các hãng còn lại đều có mức tăng trưởng đáng kể về lượng xuất xưởng từ 36 đến 92%.
Trong quý 1 năm 2014, Samsung có thị phần 31% và Apple có thị phần 16%. Trong quý 4 năm 2014, Apple có thị phần 20,4% và Samsung có thị phần 19,9%. Trong quý 2 năm 2016, Samsung có thị phần 22,3% và Apple có thị phần 12,9%. Trong quý 1 năm 2017, IDC báo cáo rằng Samsung đứng đầu, với 80 triệu chiếc, tiếp theo là Apple với 50,8 triệu chiếc, Huawei với 34,6 triệu chiếc, Oppo với 25,5 triệu chiếc và Vivo với 22,7 triệu chiếc.
Mảng kinh doanh di động của Samsung có doanh thu bằng một nửa so với Apple. Hoạt động kinh doanh của Apple đã tăng trưởng rất nhanh chóng trong những năm 2013 đến 2017. Realme, một thương hiệu thuộc sở hữu của Oppo, là thương hiệu điện thoại phát triển nhanh nhất thế giới kể từ quý 2 năm 2019. Tại Trung Quốc, Huawei và Honor, một thương hiệu thuộc sở hữu của Huawei, có 46% thị phần kết hợp và tăng trưởng 66% hàng năm tính đến năm 2019, trong bối cảnh chủ nghĩa dân tộc Trung Quốc đang gia tăng. Năm 2019, Samsung có thị phần 74% điện thoại thông minh 5G tại Hàn Quốc.

## Phê bình và các vấn đề

### Tác động xã hội
Năm 2012, một nghiên cứu của Đại học Nam California phát hiện ra rằng hoạt động tình dục ở tuổi vị thành niên không được bảo vệ thường xuyên hơn ở những người sở hữu điện thoại thông minh. Một nghiên cứu do Trung tâm Nghiên cứu Ánh sáng của Viện Polytechnic Rensselaer (RPI) (LRC) đã kết luận rằng điện thoại thông minh, hoặc bất kỳ thiết bị nào có đèn nền, có thể ảnh hưởng nghiêm trọng đến chu kỳ ngủ. Một số người có thể trở nên gắn kết với điện thoại thông minh từ mặt tâm lý, gây ra lo âu khi bị tách khỏi thiết bị. Một "smombie" (một sự kết hợp của "smartphone" và "zombie") là một người đi bộ sử dụng điện thoại thông minh và không chú ý khi họ đi bộ, có thể gây ra tai nạn trong quá trình này, một hiện tượng xã hội ngày càng tăng. Vấn đề về người dùng điện thoại thông minh di chuyển chậm đã dẫn đến việc tạo ra một "làn di động" tạm thời cho việc đi bộ ở Trùng Khánh, Trung Quốc. Vấn đề về người dùng điện thoại thông minh bị phân tâm đã dẫn thành phố Augsburg, Đức, nhúng đèn giao thông cho người đi bộ vào lề đường.

### Trong khi lái xe

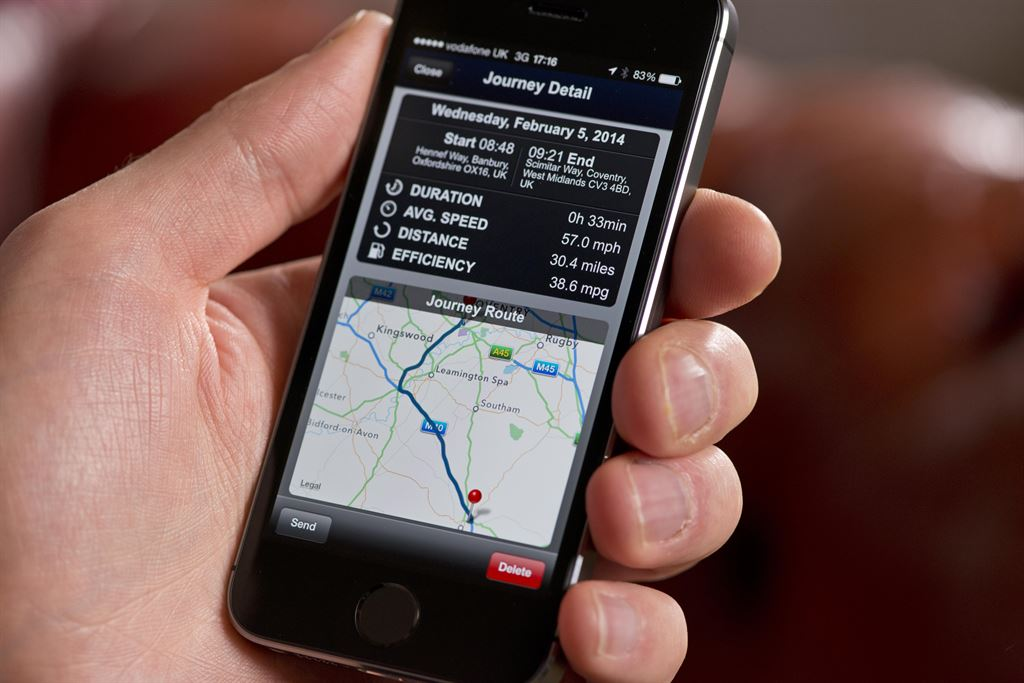
Một người dùng tham khảo ứng dụng bản đồ trên điện thoại

Sử dụng điện thoại di động trong khi lái xe là phổ biến, nhưng nó được coi là nguy hiểm do khả năng gây mất tập trung và tai nạn. Do số vụ tai nạn liên quan đến việc thực hiện cuộc gọi trên điện thoại và nhắn tin trong khi lái xe, một số khu vực pháp lý đã sử dụng cuộc gọi trên điện thoại trong khi lái xe bất hợp pháp. Nhiều khu vực pháp lý đã ban hành luật cấm sử dụng điện thoại di động cầm tay. Tuy nhiên, nhiều khu vực pháp lý cho phép sử dụng một thiết bị rảnh tay. Lái xe trong khi sử dụng thiết bị rảnh tay không an toàn hơn sử dụng điện thoại cầm tay để thực hiện các cuộc gọi, như kết luận của các nghiên cứu chéo, dịch tễ học, mô phỏng, và meta phân tích. Trong một số trường hợp, các hạn chế chỉ nhắm vào trẻ vị thành niên, những người là chủ sở hữu giấy phép mới đủ điều kiện (ở mọi lứa tuổi) hoặc lái xe trong khu vực trường học. Ngoài gọi thoại, các hoạt động như nhắn tin trong khi lái xe, duyệt web, chơi trò chơi video hoặc sử dụng điện thoại nói chung cũng có thể làm tăng nguy cơ gặp sự cố.

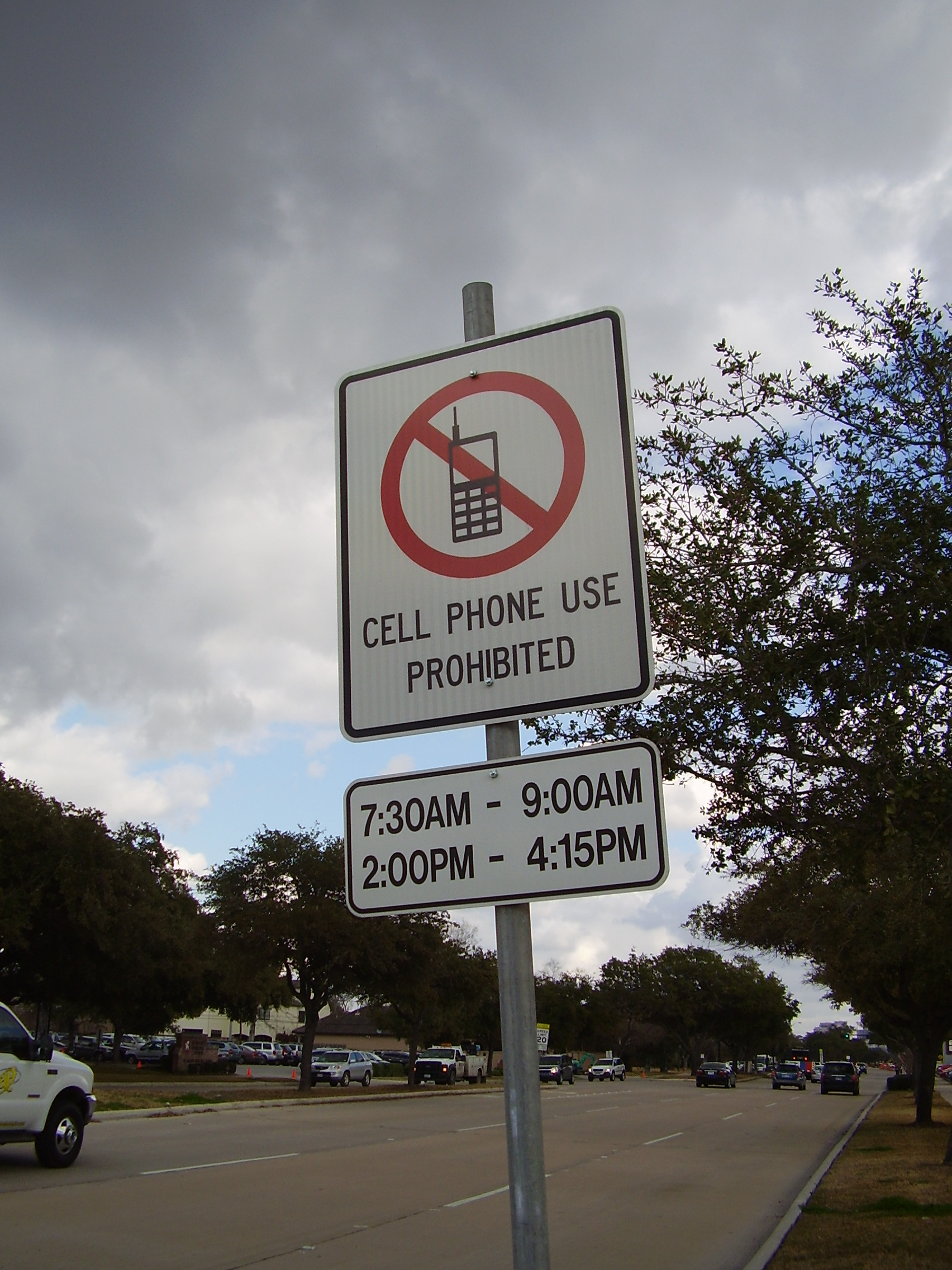
Một biển báo dọc theo Bellaire Boulevard ở Southside Place, Texas (Greater Houston) quy định rằng việc sử dụng điện thoại di động trong lúc lái xe bị cấm từ 7:30 sáng đến 9:00 sáng và từ 2:00 chiều đến 4:15 chiều.

### Hợp pháp
Một "cuộc chiến bằng sáng chế" giữa Samsung và Apple bắt đầu khi Apple tuyên bố rằng điện thoại Galaxy S Android ban đầu đã sao chép giao diện và có thể là phần cứng của iOS của Apple cho iPhone 3GS. Ngoài ra còn có việc cấp phép và tranh chấp bằng sáng chế điện thoại thông minh liên quan đến  Sony Mobile, Google, Apple Inc., Samsung, Microsoft, Nokia, Motorola, HTC, Huawei và ZTE, cùng nhiều công ty khác. Cuộc xung đột này là một phần của "cuộc chiến bằng sáng chế" rộng lớn hơn giữa các tập đoàn công nghệ và phần mềm đa quốc gia. Để bảo vệ và tăng thị phần, các công ty được cấp bằng sáng chế có thể kiện để ngăn chặn đối thủ sử dụng các phương pháp mà bằng sáng chế bao gồm. Kể từ những năm 2010, số lượng các vụ kiện, kiện ngược và khiếu nại thương mại dựa trên bằng sáng chế và thiết kế trên thị trường điện thoại thông minh và các thiết bị dựa trên hệ điều hành điện thoại thông minh như Android và iOS đã tăng lên đáng kể. Các vụ kiện ban đầu, kiện ngược, phán quyết, thỏa thuận cấp phép và các sự kiện lớn khác bắt đầu vào năm 2009 khi thị trường điện thoại thông minh bắt đầu phát triển nhanh hơn vào năm 2012.

### Y tế
Cùng với sự gia tăng số lượng ứng dụng y tế di động trên thị trường, các cơ quan quản lý nhà nước đã bày tỏ mối quan ngại về tính an toàn khi sử dụng các ứng dụng này. Những mối quan ngại này đã được chuyển thành các sáng kiến quy định trên toàn thế giới với mục đích bảo vệ người dùng khỏi lời khuyên y tế không đáng tin cậy. Theo những phát hiện của các chuyên gia y tế trong những năm gần đây, việc sử dụng điện thoại thông minh quá mức trong xã hội có thể dẫn đến đau đầu, rối loạn giấc ngủ và thiếu ngủ, trong khi nghiện điện thoại thông minh nghiêm trọng có thể dẫn đến các vấn đề về sức khỏe thể chất, chẳng hạn như gù lưng, cơ bắp. thư giãn và dinh dưỡng không đều.

### Bảo mật
Phần mềm độc hại trên điện thoại thông minh dễ dàng được phân phối qua một kho ứng dụng không an toàn.  Thông thường, phần mềm độc hại được ẩn trong các phiên bản lậu của các ứng dụng hợp pháp, sau đó được phân phối qua các kho ứng dụng của bên thứ ba.  Rủi ro phần mềm độc hại cũng đến từ cái gọi là "tấn công cập nhật", nơi một ứng dụng hợp pháp sau đó được thay đổi để bao gồm thành phần phần mềm độc hại, mà người dùng sau đó cài đặt khi họ được thông báo rằng ứng dụng đã được cập nhật. Ngoài ra, một trong ba vụ cướp vào năm 2012 ở Hoa Kỳ liên quan đến việc trộm cắp điện thoại di động. Một bản kiến nghị trực tuyến đã kêu gọi các nhà sản xuất điện thoại thông minh cài đặt công tắc tiêu diệt trong thiết bị của họ. Năm 2014, "Find my iPhone" của Apple và "Android Device Manager" của Google có thể xác định vị trí, vô hiệu hóa và xóa dữ liệu khỏi các điện thoại đã bị mất hoặc bị đánh cắp. Với BlackBerry Protect trong phiên bản OS 10.3.2, các thiết bị có thể được hiển thị không thể phục hồi ngay cả với các công cụ phục hồi hệ điều hành của riêng BlackBerry nếu xác thực không chính xác hoặc bị hủy liên kết khỏi tài khoản của họ.
Các tài liệu bị rò rỉ được công bố bởi WikiLeaks, có tên mã là Vault 7 và có niên đại từ năm 2013 đến 2016, chi tiết về khả năng của Cơ quan Tình báo Trung ương Hoa Kỳ (CIA) thực hiện giám sát điện tử và chiến tranh mạng, bao gồm khả năng xâm nhập vào hệ điều hành của hầu hết các điện thoại thông minh (bao gồm iOS và Android). Năm 2021, các nhà báo và nhà nghiên cứu đã báo cáo về việc phát hiện phần mềm gián điệp, có tên là Pegasus, được phát triển và phân phối bởi một công ty tư nhân, có thể và đã được sử dụng để lây nhiễm cho điện thoại thông minh iOS và Android thường xuyên — một phần thông qua việc sử dụng lợi dụng 0 ngày — mà không cần bất kỳ tương tác của người dùng hoặc dấu hiệu đáng kể nào đối với người dùng và sau đó có thể được sử dụng để trích xuất dữ liệu, theo dõi vị trí người dùng, quay phim qua camera và kích hoạt micro bất cứ lúc nào. Phân tích lưu lượng dữ liệu của các điện thoại thông minh phổ biến chạy các biến thể của Android cho thấy việc thu thập và chia sẻ dữ liệu mặc định đáng kể mà không có tùy chọn từ chối đối với phần mềm được cài đặt trước này.
Các hướng dẫn về bảo mật thiết bị di động đã được NIST và nhiều tổ chức khác ban hành. Để tiến hành cuộc họp riêng tư trực tiếp, ít nhất một trang web khuyến nghị người dùng tắt điện thoại thông minh và tháo pin.

### Ngủ
Việc sử dụng điện thoại thông minh vào ban đêm có thể gây rối loạn giấc ngủ do ánh sáng xanh và màn hình sáng chói, ảnh hưởng đến mức melatonin và chu kỳ giấc ngủ. Để giảm thiểu những vấn đề này, chức năng "Chế độ ban đêm" đã được phát triển thông qua một số ứng dụng cho Android và phần mềm f.lux cho iPhone đã bẻ khóa để thay đổi nhiệt độ màu của màn hình thành màu ấm hơn dựa trên thời gian trong ngày nhằm giảm lượng ánh sáng xanh được tạo ra. iOS 9.3 đã tích hợp một tính năng tương tự, cấp độ hệ thống được gọi là "Night Shift." Một số nhà sản xuất thiết bị Android đã vượt qua sự miễn cưỡng ban đầu của Google trong việc biến Chế độ ban đêm thành một tính năng tiêu chuẩn trong Android và đã bao gồm phần mềm cho nó trên phần cứng của họ với các tên khác nhau, trước khi Android Oreo thêm nó vào hệ điều hành cho các thiết bị tương thích.
Ngoài ra, cũng có giả thuyết rằng đối với một số người dùng, việc nghiện sử dụng điện thoại, đặc biệt là trước khi đi ngủ, có thể dẫn đến "sự suy giảm bản ngã." Nhiều người cũng sử dụng điện thoại làm đồng hồ báo thức, điều này cũng có thể dẫn đến mất ngủ.

## Sự thay thế của máy ảnh kỹ thuật số chuyên dụng
Vào những năm 2010, doanh số bán hàng của máy ảnh compact chuyên dụng đã giảm mạnh do máy ảnh điện thoại di động ngày càng được coi là một thiết bị thay thế máy ảnh đủ tốt.
Việc tăng sức mạnh xử lý trong điện thoại di động đã cho phép xử lý hình ảnh nhanh và quay phim độ phân giải cao, với độ phân giải Full HD 1080p đạt được vào năm 2011 và độ phân giải 4K 2160p được phá vỡ vào năm 2013.
Tuy nhiên, do thiết kế và hạn chế về không gian, điện thoại thông minh thiếu một số tính năng được tìm thấy ngay cả trên máy ảnh compact giá rẻ, bao gồm thẻ nhớ và pin có thể thay đổi nóng để hoạt động gần như không gián đoạn, các nút và núm vật lý để lấy nét, chụp và zoom, giá đỡ ba chân có ren vít, đèn flash xenon nạp tụ điện vượt quá độ sáng của đèn flash LED trên điện thoại thông minh và tay cầm tiện dụng để cầm chắc hơn khi chụp cầm tay, giúp cho thời gian phơi sáng lâu hơn. Vì máy ảnh chuyên dụng có thể rộng rãi hơn, nên chúng có thể chứa cảm biến hình ảnh lớn hơn và có tính năng zoom quang học.
Kể từ cuối những năm 2010, các nhà sản xuất điện thoại thông minh đã khắc phục một phần hạn chế về zoom quang học bằng cách kết hợp thêm các camera sau với mức độ phóng đại cố định.

## Tuổi thọ

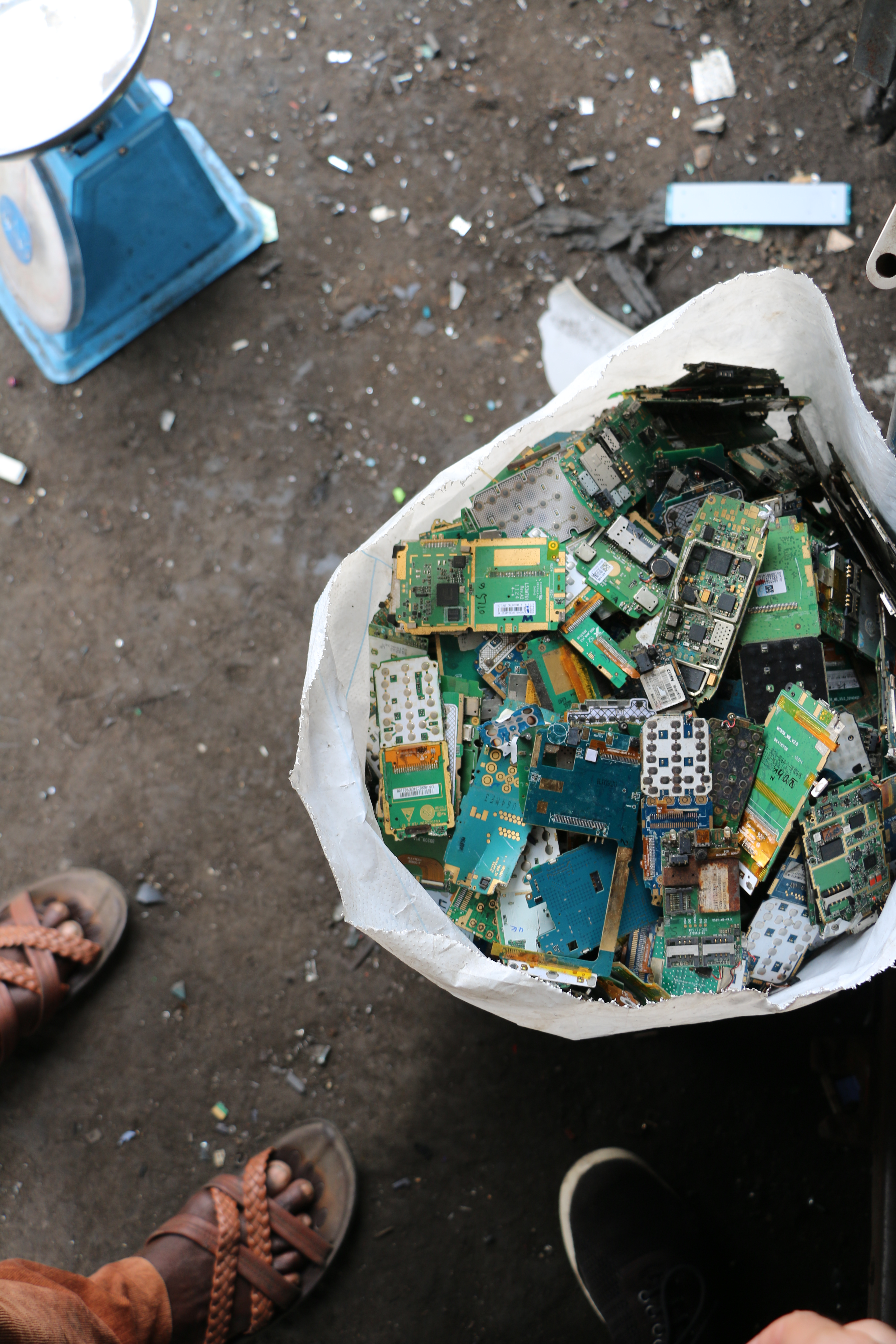
Rác thải điện tử ở Agbogbloshie

Đối với các điện thoại di động được phát hành kể từ nửa sau của những năm 2010, tuổi thọ hoạt động thường bị giới hạn bởi pin tích hợp không được thiết kế để có thể thay đổi. Tuổi thọ của pin phụ thuộc vào cường độ sử dụng của thiết bị được cấp nguồn, trong đó hoạt động (sử dụng lâu hơn) và các tác vụ yêu cầu nhiều năng lượng hơn sẽ làm pin hết sớm hơn.
Pin lithium-ion và lithium-polymer, thường được sử dụng trong các thiết bị điện tử cầm tay, sẽ bị hao mòn nhanh hơn khi sạc đầy hơn, xả sâu hơn và khi không sử dụng trong thời gian dài khi cạn pin, trong đó việc tự xả có thể dẫn đến độ sâu xả có hại.
Các nhà sản xuất đã ngăn chặn một số điện thoại thông minh hoạt động sau khi sửa chữa bằng cách liên kết số serial duy nhất của các thành phần với thiết bị để nó sẽ từ chối hoạt động hoặc vô hiệu hóa một số chức năng trong trường hợp không khớp xảy ra sau khi thay thế. Việc khóa số serial lần đầu tiên được ghi nhận vào năm 2015 trên iPhone 6, điện thoại này sẽ không hoạt động được do phát hiện thay thế nút "home". Sau đó, một số chức năng đã bị hạn chế trên điện thoại thông minh Apple và Samsung khi phát hiện thay thế pin không được nhà cung cấp ủy quyền.